# فیلیپ کیرکوروف
فیلیپ کیرکوروف (ارمنی: Ֆիլիպ Պետրոսի Կիրկորով; بلغاری: Филип Бедросов Киркоров؛ روسی: Фили́пп Бедро́сович Кирко́ров؛ زادهٔ ۳۰ آوریل ۱۹۶۷) خواننده پاپ، بازیگر و آهنگ‌ساز ارمنی‌تبار اهل روسیه است. این هنرمند از سال ۱۹۸۵ میلادی تاکنون مشغول فعالیت بوده‌است. وی پسر بدروس کیرکوروف می‌باشد.
او در فیلم عشق در وگاس بازی کرده است.

## جوایز
- برنده جایزهٔ هنرمند مردمی روسیه
- برنده جایزهٔ هنرمند مردمی اوکراین